# Yoshimi Inoue
Pour les articles homonymes, voir Inoue.
Sōke Yoshimi Inoue (井上庆身), né à Tottori au Japon le 27 novembre 1946 et décédé le  est un karatéka japonais élève direct de Teruo Hayashi lui-même élève de Kenwa Mabuni qui lui enseigna le style Sotokan. Après la mort de son maître il créa une méthode personnelle appelée Inoue Ha Shito Ryu. Il est également le coach de l'équipe nationale japonaise de kata.